# Nadine Cochand
Nadine Cochand (née Goletto le 5 mars 1956 à Carnoules) est une athlète française, spécialiste des épreuves de sprint.

## Biographie
Elle est sacrée championne de France en salle du 60 mètres haies en 1974.
Elle égale ou améliore à quatre reprises le record de France du relais 4 × 100 mètres de 1973 à 1976.
Médaillée d'argent sur 100 mètres aux championnats d'Europe juniors de 1974, elle remporte deux médailles lors des Jeux méditerranéens de 1975, le bronze sur 100 m et l'or au titre du relais 4 × 100 m avec Annie Alizé, Catherine Delachanal et Nicole Pani. Elle se classe cinquième du relais 4 × 100 m aux championnats d'Europe de 1974.